# Wuppertaler SV
Wuppertaler Sportverein – niemiecki klub piłkarski z siedzibą w Wuppertalu w Nadrenii Północnej-Westfalii.
Został założony w 1954. W sezonie 1998/99 w pierwszym półroczu 1999 trenerem klubu był Roman Geszlecht. Swoje mecze domowe rozgrywa na Stadion am Zoo.

## Europejskie puchary
Legenda do wszystkich tabel:
- Q – runda eliminacyjna, 1/16, 1/8, 1/4, 1/2 – odpowiednia faza rozgrywek, Grupa – runda grupowa, 1r gr – pierwsza runda grupowa, 2r gr – druga runda grupowa, F – finał, R – runda, PO – play-off
- k. – rzuty karne, los. – losowanie, Dogr. – dogrywka, w. – zasada bramek strzelonych na wyjeździe

| Sezon   | Rozgrywki   | Runda | Przeciwnik   | Dom | Wyjazd | Ogólnie |
| ------- | ----------- | ----- | ------------ | --- | ------ | ------- |
| 1973/74 | Puchar UEFA | 1R    | Ruch Chorzów | 5–4 | 1–4    | 6–8     |